# Janne Suokonautio
Juha Petri ("Janne") Suokonautio (Outokumpu, 20 mei 1968) is een voormalig profvoetballer uit Finland, die speelde als middenvelder gedurende zijn carrière.

## Clubcarrière
Suokonautio beëindigde zijn actieve loopbaan in 2002 bij de Finse club AC Vantaa. Het grootste deel van zijn loopbaan verdedigde hij de kleuren van HJK Helsinki. Met die club won hij vier keer de Finse landstitel en een keer de nationale beker. Behalve in zijn vaderland speelde Suokonautio verder clubvoetbal in Denemarken (Hvidovre IF), Israël (Maccabi Ironi Asjdod) en België (Eendracht Aalst). Na zijn actieve loopbaan stapte hij het trainersvak in.

## Interlandcarrière
Janne Suokonautio kwam in totaal vier keer (geen doelpunten) uit voor de nationale ploeg van Finland in de periode 1993–1994. Onder leiding van bondscoach Tommy Lindholm maakte hij zijn debuut op 20 januari 1993 in de vriendschappelijke uitwedstrijd tegen India (0-0) in Chennai, net als Kim Suominen, Marko Rajamäki en Rami Rantanen. Hij moest in dat duel na 76 minuten zijn plaats afstaan aan collega-debutant Rantanen.

## Erelijst
HJK Helsinki
- Veikkausliiga

1987, 1988, 1990, 1992
- Suomen Cup

1993